# 2733 Hamina
2733 Hamina eller 1938 DQ är en asteroid i huvudbältet som upptäcktes den 22 februari 1938 av den finske astronomen Yrjö Väisälä vid Storheikkilä observatorium. Den är uppkallad efter staden Fredrikshamn (Hamina på finska) i Finland.
Asteroiden har en diameter på ungefär 7 kilometer.